# Neuville-en-Ferrain
Neuville-en-Ferrain là một xã ở trong tỉnh Nord ở miền bắc nước Pháp. Xã này có diện tích 6,18 km², dân số năm 1999 là 9527 người. Xã nằm ở khu vực có độ cao trung bình 40 mét trên mực nước biển.